# Tacora karipuna
Tacora karipuna är en insektsart som beskrevs av Takiya et Mejdalani 2002. Tacora karipuna ingår i släktet Tacora och familjen dvärgstritar. Inga underarter finns listade i Catalogue of Life.